# Robin Beck (triathlon)
Pour les articles homonymes, voir Robin Beck et Beck.
Robin Beck née en 1953 est une triathlète américaine, vainqueur de la troisième édition de l'Ironman d'Hawaï en 1980.

## Palmarès
Le tableau présente les résultats les plus significatifs (podium) obtenus sur le circuit international de triathlon depuis 1979.
| Année | Compétition     | Pays       | Position      | Temps            |
| ----- | --------------- | ---------- | ------------- | ---------------- |
| 1979  | Ironman d'Hawaï | États-Unis | Médaille d'or | 11 h 21 min 24 s |